# Megalopsallus rubropictipes
Megalopsallus rubropictipes är en insektsart som beskrevs av Knight 1927. Megalopsallus rubropictipes ingår i släktet Megalopsallus och familjen ängsskinnbaggar. Inga underarter finns listade i Catalogue of Life.